# Mihályfi Károly
Mihályfi Károly, Mihályfy Mihály Károly (Arad, 1857. július 27. – Budapest, 1936. május 13.) színész, a Nemzeti Színház örökös tagja, a III. osztályú magyar érdemkereszt tulajdonosa.

## Életútja
Apja, Mihályfi Károly (Löb János) tanár volt, anyja Schütz Borbála. 1875 virágvasárnapján lépett színpadra, Aradi Gerő orosházi társulatánál, mint kórista, 30 forint gázsival. Ez a társulat azonban nem volt hosszú életű, elkerült tehát Mezőtúrra, azután Szentesre, Szabó Antal társulatához, onnan Szalontára vitték. Járt ezután Szolnokon, Nagykárolyban, Nagybányán, Sátoraljaújhelyen, Nagykanizsán, Temesvárott. 1877-ben Szegedre szerződött, majd 1878. szeptember 4-étől Kolozsvárott működött, ahol első fellépte az Egy szegény ifjú történetében Odiot Maxime szerepében volt. Itt azonban nem volt kedve a maradáshoz, amiért ismét vidékre ment, de Paulay Ede, a Nemzeti Színház akkori igazgatója vendégszereplésre meghívta, majd 1879. szeptember 22-én fellépett az ország első színpadján, a Gringoire címszerepében, mire azonnal szerződtették. Mint szerződtetett tag 1880. március 31-én mutatkozott be a Cremonai hegedűs Filippojáként. Ettől fogva harminc éven át szerelmes-szerepeket játszott.
1882. augusztus 1-jén kötött házasságot Lázár Margit énekesnővel Budapesten, a józsefvárosi római katolikus plébánián, az egyik esküvői tanú Pauli Richárd volt. 1891. szeptember havában az Operaház játékmesterévé nevezték ki. 1909. április 1-én a Nemzeti Színház örökös tagja lett. Indítványára 1893-tól az Abonyban évenként nyaraló Nemzeti Színházi tagokkal a színkör felépítésére előadásokat tartott. Az első jövedelem ezen év július 17., 18., 19-én 734 forintot tett ki. 25 éves Nemzeti Színházi működését 1905. április 2-án ülte meg, majd 1905. április 16-án a színház hivatalosan is ünnepelte, amikor a Kaméliás hölgyben fellépett, Duval Armand szerepében. 40 éves jubileuma 1920. április 10-én volt a Hamletben; 1923. április havában a Shakespeare-bizottság kültagjává választották, majd 1925. április 23-án megülte 50 éves színpadi működése jubileumát, Constantin abbéban. Művészi egyéniségének legfőbb vonása: az érzés melegsége, ez lüktetett minden alakításában, ez tartotta meg őt fiatalnak és ez éltette iránta is a közönség szeretetét változatlanul. A legszebben beszélő magyar művészek körébe tartozott. Minden szerepben tökéleteset produkált; soha nem utasított vissza szerepet, soha el nem késett egyetlen próbáról sem, mert számára mindig egy volt fontos, a színpad becsülete. Halálát érelmeszesedés, tüdőgyulladás okozta.

## Fontosabb színházi szerepei
- Derblay Fülöp (Ohnet: A vasgyáros)
- A tanítvány (Goethe: Faust)
- Jean (Halévy–Crémieux-Decourcelle: Constantin abbé)
- Clémont (Vega: Király és pór)
- Oresztész (Szophoklész: Elektra)
- Fernando (Echegaray: Folt, amely tisztít)
- Rómeó (Shakespeare: Rómeó és Júlia)
- Kisfaludy Sándor (Himfy dalai)
- Hamlet (Shakespeare)
- Giovanni (Bizánc)
- Duval Armand (Kaméliás hölgy)
- Gloster (Shakespeare: Lear király)
- Nagytata (Fekete lovas)
- Klopov (Revizor)
- Egeus (Szentivánéji álom)
- Constantin abbé

## Díjai
- Farkas–Ratkó-díj (1884)